# Coupe des nations de cyclisme sur piste 2023
Navigation
Coupe des nations 2022 Coupe des nations 2024
La Coupe des nations de cyclisme sur piste 2023 est une compétition organisée par l'UCI qui regroupe plusieurs épreuves de cyclisme sur piste. La saison débute le 23 février et se termine le 23 avril 2023. Pour cette saison, trois manches sont au programme. C'est la première fois qu'un événement du circuit mondial est organisé en Indonésie et c'est la deuxième fois depuis la Coupe du monde 2015-2016 qu'aucune manche n'a lieu en Europe. Les trois manches attribuent des points pour le classement olympique UCI permettant aux nations de se qualifier pour les Jeux olympiques de 2024 à Paris.

## Calendrier
| Date          | Pays      | Vélodrome                          | Ville    |
| ------------- | --------- | ---------------------------------- | -------- |
| 23-26 février | Indonésie | Vélodrome international de Jakarta | Jakarta  |
| 14-17 mars    | Égypte    | Vélodrome international du Caire   | Le Caire |
| 20-23 avril   | Canada    | Vélodrome de Milton                | Milton   |

## Classement par équipes
| Rang | Pays/Équipe      | JAK     | CAI     | MIL     | Total   |
| ---- | ---------------- | ------- | ------- | ------- | ------- |
| 1.   | Grande-Bretagne  | 9899.0  | 10844.0 | 11413.0 | 32156.0 |
| 2.   | Allemagne        | 8821.0  | 10544.0 | 9533.0  | 28898.0 |
| 3.   | France           | 11429.0 | 12441.0 | 3688.0  | 27558.0 |
| 4.   | Pays-Bas         | 9468.0  | 10256.0 | 4440.0  | 24164.0 |
| 5.   | Japon            | 9596.0  | 8572.0  | 3992.0  | 22160.0 |
| 6.   | Nouvelle-Zélande | 10390.0 | 8898.0  | 1737.0  | 21025.0 |
| 7.   | Italie           | 5789.0  | 6941.0  | 7039.0  | 19769.0 |
| 8.   | Canada           | 5910.0  | 3440.0  | 10397.0 | 19747.0 |
| 9.   | Australie        | 8840.0  | –       | 8274.0  | 17114.0 |
| 10.  | Chine            | 3122.0  | 5831.0  | 7569.0  | 16522.0 |

## Hommes

### Keirin

#### Résultats
| Lieu     | Vainqueur          | Deuxième                     | Troisième        |
| -------- | ------------------ | ---------------------------- | ---------------- |
| Jakarta  | Harrie Lavreysen   | Azizulhasni Awang            | Mikhail Iakovlev |
| Le Caire | Shinji Nakano      | Muhammad Shah Firdaus Sahrom | Kaiya Ota        |
| Milton   | Matthew Richardson | Maximilian Dörnbach          | Nicholas Paul    |

#### Classement
| Pos. | Cycliste                     | JAK | CAI | MIL | Pts  |
| 1.   | Kevin Quintero               | 440 | 480 | 440 | 1360 |
| 2.   | Matthew Richardson           | 480 | –   | 800 | 1280 |
| 3.   | Muhammad Shah Firdaus Sahrom | 520 | 720 | –   | 1240 |
| 4.   | Shinji Nakano                | 400 | 800 | –   | 1200 |
| 5.   | Jair Tjon En Fa              | 1   | 560 | 520 | 1081 |
| 6.   | Harrie Lavreysen             | 800 | 280 | –   | 1080 |
| 7.   | Mikhail Iakovlev             | 640 | 280 | –   | 920  |
| 8.   | Maximilian Dörnbach          | –   | 160 | 720 | 880  |
| 9.   | Nicholas Paul                | –   | 208 | 640 | 848  |
| 10.  | Sébastien Vigier             | 280 | 520 | –   | 800  |

### Vitesse individuelle

#### Résultats
| Lieu     | Vainqueur        | Deuxième         | Troisième          |
| -------- | ---------------- | ---------------- | ------------------ |
| Jakarta  | Harrie Lavreysen | Kaiya Ota        | Mikhail Iakovlev   |
| Le Caire | Harrie Lavreysen | Mikhail Iakovlev | Kaiya Ota          |
| Milton   | Nicholas Paul    | Mateusz Rudyk    | Matthew Richardson |

#### Classement
| Pos. | Cycliste           | JAK | CAI | MIL | Pts  |
| 1.   | Mateusz Rudyk      | 360 | 600 | 720 | 1680 |
| 2.   | Harrie Lavreysen   | 800 | 800 | –   | 1600 |
| 3.   | Mikhail Iakovlev   | 640 | 720 | –   | 1360 |
| 4.   | Kaiya Ota          | 720 | 640 | –   | 1360 |
| 5.   | Zhou Yu            | 600 | 192 | 520 | 1312 |
| 6.   | Nicholas Paul      | –   | 360 | 800 | 1160 |
| 7.   | Jair Tjon En Fa    | 192 | 560 | 400 | 1152 |
| 8.   | Matthew Richardson | 440 | –   | 640 | 1080 |
| 9.   | Sébastien Vigier   | 520 | 480 | –   | 1000 |
| 10.  | Vasilijus Lendel   | 400 | 112 | 192 | 704  |

### Vitesse par équipes

#### Résultats
| Lieu     | Vainqueur                                                        | Deuxième                                                                               | Troisième                                                       |
| -------- | ---------------------------------------------------------------- | -------------------------------------------------------------------------------------- | --------------------------------------------------------------- |
| Jakarta  | Australie- Thomas Cornish - Leigh Hoffman - Matthew Richardson   | Pays-Bas- Jeffrey Hoogland - Harrie Lavreysen - Roy van den Berg - Tijmen van Loon (q) | France- Florian Grengbo - Rayan Helal - Sébastien Vigier        |
| Le Caire | Pays-Bas- Jeffrey Hoogland - Harrie Lavreysen - Roy van den Berg | France- Timmy Gillion - Rayan Helal - Sébastien Vigier                                 | Japon- Yoshitaku Nagasako - Yuta Obara - Kaiya Ota              |
| Milton   | Australie- Matthew Glaetzer - Leigh Hoffman - Matthew Richardson | Chine- Guo Shuai - Xue Chenxi - Zhou Yu - Liu Qi (q)                                   | Grande-Bretagne- Harry Ledingham-Horn - Ed Lowe - Hayden Norris |

#### Classement
| Pos. | Équipe          | JAK  | CAI  | MIL  | Pts  |
| 1.   | Chine           | 720  | 900  | 1080 | 2700 |
| 2.   | Grande-Bretagne | 840  | 840  | 960  | 2640 |
| 3.   | Australie       | 1200 | –    | 1200 | 2400 |
| 4.   | Pays-Bas        | 1080 | 1200 | –    | 2280 |
| 5.   | Allemagne       | 780  | 720  | 780  | 2280 |
| 6.   | Pologne         | 660  | 780  | 720  | 2160 |
| 7.   | France          | 960  | 1080 | –    | 2040 |
| 8.   | Japon           | 900  | 960  | –    | 1860 |
| 9.   | Tchéquie        | 540  | 456  | 840  | 1836 |
| 10.  | Espagne         | 492  | 492  | 660  | 1644 |

### Poursuite par équipes

#### Résultats
| Lieu     | Vainqueur                                                                        | Deuxième                                                                                                 | Troisième                                                                        |
| -------- | -------------------------------------------------------------------------------- | --- | -------------------------------------------------------------------------------- |
| Jakarta  | Danemark- Tobias Hansen - Robin Skivild - Carl-Frederik Bévort - Rasmus Pedersen | Nouvelle-Zélande- Aaron Gate - Campbell Stewart - Daniel Bridgwater - Nick Kergozou - George Jackson (q) | Grande-Bretagne- Oliver Wood - William Tidball - Rhys Britton - Charlie Tanfield |
| Le Caire | Danemark- Tobias Hansen - Robin Skivild - Carl-Frederik Bévort - Rasmus Pedersen | France- Thomas Denis - Corentin Ermenault - Quentin Lafargue - Valentin Tabellion - Thomas Boudat (q)    | Allemagne- Benjamin Boos - Theo Reinhardt - Tobias Buck-Gramcko - Leon Rohde     |
| Milton   | Grande-Bretagne- Oliver Wood - Daniel Bigham - Josh Charlton - Michael Gill      | Italie- Francesco Lamon - Michele Scartezzini - Davide Boscaro - Manlio Moro - Mattia Pinazzi (q)        | France- Donavan Grondin - Benjamin Thomas - Valentin Tabellion - Thomas Boudat   |

#### Classement
| Pos. | Équipe           | JAK  | CAI  | MIL  | Pts  |
| 1.   | Grande-Bretagne  | 1280 | 1120 | 1600 | 4000 |
| 2.   | France           | 1120 | 1440 | 1280 | 3840 |
| 3.   | Danemark         | 1600 | 1600 | –    | 3200 |
| 4.   | Italie           | 800  | 800  | 1440 | 3040 |
| 5.   | Canada           | 960  | 960  | 1120 | 3040 |
| 6.   | Allemagne        | 720  | 1280 | 880  | 2880 |
| 7.   | Belgique         | 1040 | 656  | 1040 | 2736 |
| 8.   | Nouvelle-Zélande | 1440 | 1200 | –    | 2640 |
| 9.   | Japon            | 880  | 880  | 800  | 2560 |
| 10.  | Australie        | 1200 | –    | 1200 | 2400 |

### Américaine

#### Résultats
| Lieu     | Vainqueur                               | Deuxième                                          | Troisième                                       |
| -------- | --------------------------------------- | ------------------------------------------------- | ----------------------------------------------- |
| Jakarta  | Allemagne- Roger Kluge - Theo Reinhardt | Pays-Bas- Jan-Willem van Schip - Yoeri Havik      | Nouvelle-Zélande- Aaron Gate - Campbell Stewart |
| Le Caire | Allemagne- Roger Kluge - Theo Reinhardt | Pays-Bas- Jan-Willem van Schip - Vincent Hoppezak | Nouvelle-Zélande- George Jackson - Tom Sexton   |
| Milton   | Portugal- Ivo Oliveira - Iúri Leitão    | Beat Cycling Club- Yoeri Havik - Vincent Hoppezak | France- Thomas Boudat - Benjamin Thomas         |

#### Classement
| Pos. | Équipe           | JAK  | CAI  | MIL  | Pts  |
| 1.   | Allemagne        | 1600 | 1600 | 656  | 3856 |
| 2.   | Pays-Bas         | 1440 | 1440 | 960  | 3840 |
| 3.   | Portugal         | 1040 | 960  | 1600 | 3600 |
| 4.   | Belgique         | 960  | 1200 | 880  | 3040 |
| 5.   | Japon            | 880  | 720  | 1120 | 2720 |
| 6.   | Bridgestone      | 1120 | 464  | 1040 | 2624 |
| 7.   | Nouvelle-Zélande | 1280 | 1280 | –    | 2560 |
| 8.   | Espagne          | 608  | 1040 | 720  | 2368 |
| 9.   | Italie           | 720  | 1120 | 416  | 2256 |
| 10.  | France           | –    | 880  | 1280 | 2160 |

### Omnium

#### Résultats
| Lieu     | Vainqueur       | Deuxième            | Troisième            |
| -------- | --------------- | ------------------- | -------------------- |
| Jakarta  | Tobias Hansen   | Campbell Stewart    | Sebastián Mora       |
| Le Caire | Thomas Boudat   | Elia Viviani        | Roger Kluge          |
| Milton   | Donavan Grondin | Tim Torn Teutenberg | Jan-Willem van Schip |

#### Classement
| Pos. | Cycliste            | JAK | CAI | MIL | Pts  |
| 1.   | Sebastián Mora      | 640 | 560 | 480 | 1680 |
| 2.   | Thomas Boudat       | 520 | 800 | –   | 1320 |
| 3.   | Vincent Hoppezak    | 600 | –   | 600 | 1200 |
| 4.   | Roger Kluge         | 208 | 640 | –   | 848  |
| 5.   | Donavan Grondin     | –   | –   | 800 | 800  |
| 6.   | Tobias Hansen       | 800 | –   | –   | 800  |
| 7.   | William Tidball     | 400 | 328 | –   | 728  |
| 8.   | Tim Torn Teutenberg | –   | -   | 720 | 720  |
| 9.   | Elia Viviani        | –   | 720 | –   | 720  |
| 10.  | Campbell Stewart    | 720 | –   | –   | 720  |

### Course à l'élimination

#### Résultats
| Lieu     | Vainqueur       | Deuxième        | Troisième           |
| -------- | --------------- | --------------- | ------------------- |
| Jakarta  | Eiya Hashimoto  | Jules Hesters   | Yoeri Havik         |
| Le Caire | William Tidball | Yoeri Havik     | Michele Scartezzini |
| Milton   | Matthijs Büchli | Blake Agnoletto | Erik Martorell      |

#### Classement
| Pos. | Cycliste            | JAK | CAI | MIL | Pts  |
| 1.   | Eiya Hashimoto      | 800 | 440 | 520 | 1760 |
| 2.   | Yoeri Havik         | 640 | 720 | –   | 1360 |
| 3.   | Kazushige Kuboki    | 600 | 520 | –   | 1120 |
| 4.   | Michele Scartezzini | 304 | 640 | 160 | 1104 |
| 5.   | Theo Reinhardt      | 480 | 480 | –   | 960  |
| 6.   | Blake Agnoletto     | 232 | –   | 720 | 952  |
| 7.   | George Jackson      | 520 | 400 | –   | 920  |
| 8.   | Erik Martorell      | 256 | –   | 640 | 896  |
| 9.   | Jan Voneš           | 328 | 560 | –   | 888  |
| 10.  | Matthijs Büchli     | –   | –   | 800 | 800  |

## Femmes

### Keirin

#### Résultats
| Lieu     | Vainqueur                | Deuxième         | Troisième                |
| -------- | ------------------------ | ---------------- | ------------------------ |
| Jakarta  | Mina Sato                | Mathilde Gros    | Fuko Umekawa             |
| Le Caire | Mina Sato                | Nicky Degrendele | Alessa-Catriona Pröpster |
| Milton   | Alessa-Catriona Pröpster | Lauriane Genest  | Martha Bayona            |

#### Classement
| Pos. | Cycliste                 | JAK | CAI | MIL | Pts  |
| 1.   | Mina Sato                | 800 | 800 | –   | 1600 |
| 2.   | Alessa-Catriona Pröpster | 1   | 640 | 800 | 1441 |
| 3.   | Martha Bayona            | 440 | 208 | 640 | 1328 |
| 4.   | Fuko Umekawa             | 640 | 560 | –   | 1200 |
| 5.   | Ellesse Andrews          | 600 | 480 | –   | 1080 |
| 6.   | Hetty van de Wouw        | 520 | 560 | –   | 1080 |
| 7.   | Daniela Gaxiola          | 280 | 208 | 520 | 1008 |
| 8.   | Nicky Degrendele         | 1   | 720 | 280 | 1001 |
| 9.   | Lauriane Genest          | 280 | –   | 720 | 1000 |
| 10.  | Veronika Jaborníková     | 160 | 160 | 560 | 880  |

### Vitesse individuelle

#### Résultats
| Lieu     | Vainqueur       | Deuxième             | Troisième       |
| -------- | --------------- | -------------------- | --------------- |
| Jakarta  | Mathilde Gros   | Lea Sophie Friedrich | Emma Finucane   |
| Le Caire | Emma Finucane   | Sophie Capewell      | Emma Hinze      |
| Milton   | Kelsey Mitchell | Martha Bayona        | Daniela Gaxiola |

#### Classement
| Pos. | Cycliste                 | JAK | CAI | MIL | Pts  |
| 1.   | Martha Bayona            | 400 | 360 | 720 | 1480 |
| 2.   | Emma Finucane            | 640 | 800 | –   | 1440 |
| 3.   | Sophie Capewell          | 600 | 720 | –   | 1320 |
| 4.   | Miriam Vece              | 256 | 600 | 360 | 1216 |
| 5.   | Nicky Degrendele         | 280 | 280 | 600 | 1160 |
| 6.   | Alessa-Catriona Pröpster | 328 | 304 | 520 | 1152 |
| 7.   | Taky Marie-Divine Kouamé | 520 | 560 | –   | 1080 |
| 8.   | Daniela Gaxiola          | 192 | 232 | 640 | 1064 |
| 9.   | Hetty van de Wouw        | 560 | 480 | –   | 1040 |
| 10.  | Riyu Ohta                | 440 | 520 | –   | 960  |

### Vitesse par équipes

#### Résultats
| Lieu     | Vainqueur                                                                                      | Deuxième                                                        | Troisième                                                        |
| -------- | ---------------------------------------------------------------------------------------------- | --------------------------------------------------------------- | ---------------------------------------------------------------- |
| Jakarta  | Allemagne- Lea Sophie Friedrich - Pauline Grabosch - Emma Hinze - Alessa-Catriona Pröpster (q) | Chine- Bao Shanju - Guo Yufang - Yuan Liying - Zhuang Wei (q)   | Grande-Bretagne- Lauren Bell - Sophie Capewell - Emma Finucane   |
| Le Caire | Chine- Bao Shanju - Guo Yufang - Yuan Liying                                                   | Allemagne- Lea Sophie Friedrich - Pauline Grabosch - Emma Hinze | France- Mathilde Gros - Taky Marie-Divine Kouamé - Julie Michaux |
| Milton   | Mexique- Daniela Gaxiola - Jessica Salazar - Yuli Verdugo                                      | Canada- Lauriane Genest - Kelsey Mitchell - Sarah Orban         | Pologne- Marlena Karwacka - Urszula Łoś - Nikola Sibiak          |

#### Classement
| Pos. | Équipe          | JAK  | CAI  | MIL  | Pts  |
| 1.   | Chine           | 1080 | 1200 | 840  | 3120 |
| 2.   | Grande-Bretagne | 960  | 900  | 960  | 2760 |
| 3.   | Mexique         | 720  | 780  | 1200 | 2700 |
| 4.   | Pologne         | 840  | 720  | 960  | 2520 |
| 5.   | Allemagne       | 1200 | 1080 | –    | 2280 |
| 6.   | France          | 780  | 960  | –    | 1740 |
| 7.   | Pays-Bas        | 900  | 840  | –    | 1740 |
| 8.   | Malaisie        | 456  | 492  | 720  | 1668 |
| 9.   | Canada          | 540  | –    | 1080 | 1620 |
| 10.  | Belgique        | –    | 540  | 780  | 1320 |

### Poursuite par équipes

#### Résultats
| Lieu     | Vainqueur                                                                                         | Deuxième                                                                                                 | Troisième                                                                                     |
| -------- | ------------------------------------------------------------------------------------------------- | --- | --------------------------------------------------------------------------------------------- |
| Jakarta  | Nouvelle-Zélande- Michaela Drummond - Ally Wollaston - Bryony Botha - Emily Shearman              | France- Victoire Berteau - Clara Copponi - Valentine Fortin - Marion Borras                              | Grande-Bretagne- Sophie Lewis - Josie Knight - Anna Morris - Jessica Roberts - Neah Evans (q) |
| Le Caire | France- Clara Copponi - Valentine Fortin - Marion Borras - Marie Le Net - Victoire Berteau (q)    | Nouvelle-Zélande- Bryony Botha - Ally Wollaston - Samantha Donnelly - Emily Shearman - Jessie Hodges (q) | Allemagne- Franziska Brauße - Lisa Klein - Mieke Kröger - Laura Süßemilch                     |
| Milton   | Grande-Bretagne- Katie Archibald - Josie Knight - Neah Evans - Megan Barker - Jessica Roberts (q) | Allemagne- Franziska Brauße - Lena Charlotte Reißner - Mieke Kröger - Laura Süßemilch                    | Canada- Sarah Van Dam - Maggie Coles-Lyster - Erin Attwell - Ariane Bonhomme                  |

#### Classement
| Pos. | Équipe           | JAK  | CAI  | MIL  | Pts  |
| 1.   | Grande-Bretagne  | 1280 | 880  | 1600 | 3760 |
| 2.   | Allemagne        | 720  | 1280 | 1440 | 3440 |
| 3.   | Canada           | 960  | 1040 | 1280 | 3280 |
| 4.   | Irlande          | 1120 | 1200 | 960  | 3280 |
| 5.   | Italie           | 880  | 1120 | 1120 | 3120 |
| 6.   | France           | 1440 | 1600 | –    | 3040 |
| 7.   | Nouvelle-Zélande | 1600 | 1440 | –    | 3040 |
| 8.   | États-Unis       | 800  | 960  | 1200 | 2960 |
| 9.   | Australie        | 1200 | –    | 1040 | 2240 |
| 10.  | Espagne          | 656  | 608  | 608  | 1872 |

### Américaine

#### Résultats
| Lieu     | Vainqueur                                       | Deuxième                                        | Troisième                                       |
| -------- | ----------------------------------------------- | ----------------------------------------------- | ----------------------------------------------- |
| Jakarta  | Danemark- Amalie Dideriksen - Julie Norman Leth | France- Marion Borras - Valentine Fortin        | Italie- Martina Fidanza - Silvia Zanardi        |
| Le Caire | France- Clara Copponi - Valentine Fortin        | Danemark- Amalie Dideriksen - Julie Norman Leth | Nouvelle-Zélande- Bryony Botha - Ally Wollaston |
| Milton   | Belgique- Lotte Kopecky - Shari Bossuyt         | Grande-Bretagne- Katie Archibald - Neah Evans   | Italie- Elisa Balsamo - Martina Fidanza         |

#### Classement
| Pos. | Équipe           | JAK  | CAI  | MIL  | Pts  |
| 1.   | Grande-Bretagne  | 1120 | 1200 | 1440 | 3760 |
| 2.   | Italie           | 1280 | 720  | 1280 | 3280 |
| 3.   | France           | 1440 | 1600 | –    | 3040 |
| 4.   | Danemark         | 1600 | 1440 | –    | 3040 |
| 5.   | Suisse           | 960  | 880  | 720  | 2560 |
| 6.   | Irlande          | 800  | 960  | 800  | 2560 |
| 7.   | États-Unis       | 880  | 608  | 1040 | 2528 |
| 8.   | Nouvelle-Zélande | 1200 | 1280 | –    | 2480 |
| 9.   | Belgique         | –    | 800  | 1600 | 2400 |
| 10.  | Pays-Bas         | –    | 1120 | 1200 | 2320 |

### Omnium

#### Résultats
| Lieu     | Vainqueur       | Deuxième         | Troisième         |
| -------- | --------------- | ---------------- | ----------------- |
| Jakarta  | Ally Wollaston  | Clara Copponi    | Neah Evans        |
| Le Caire | Ally Wollaston  | Victoire Berteau | Amalie Dideriksen |
| Milton   | Katie Archibald | Elisa Balsamo    | Jennifer Valente  |

#### Classement
| Pos. | Cycliste           | JAK | CAI | MIL | Pts  |
| 1.   | Ally Wollaston     | 800 | 800 | –   | 1600 |
| 2.   | Anita Stenberg     | 520 | 520 | 400 | 1440 |
| 3.   | Jennifer Valente   | –   | 600 | 640 | 1240 |
| 4.   | Amalie Dideriksen  | 600 | 640 | –   | 1240 |
| 5.   | Maike van der Duin | –   | 560 | 560 | 1120 |
| 6.   | Aline Seitz        | 480 | 176 | 280 | 936  |
| 7.   | Maria Martins      | –   | 480 | 440 | 920  |
| 8.   | Petra Ševčíková    | 256 | 440 | 160 | 856  |
| 9.   | Katie Archibald    | –   | -   | 800 | 800  |
| 10.  | Elisa Balsamo      | –   | -   | 720 | 720  |

### Course à l'élimination

#### Résultats
| Lieu     | Vainqueur        | Deuxième         | Troisième          |
| -------- | ---------------- | ---------------- | ------------------ |
| Jakarta  | Ally Wollaston   | Neah Evans       | Marit Raaijmakers  |
| Le Caire | Jennifer Valente | Victoire Berteau | Sophie Lewis       |
| Milton   | Anita Stenberg   | Jennifer Valente | Maike van der Duin |

#### Classement
| Pos. | Cycliste           | JAK | CAI | MIL | Pts  |
| 1.   | Anita Stenberg     | 128 | 600 | 800 | 1528 |
| 2.   | Jennifer Valente   | –   | 800 | 720 | 1520 |
| 3.   | Victoire Berteau   | 560 | 720 | –   | 1280 |
| 4.   | Marit Raaijmakers  | 640 | 560 | –   | 1200 |
| 5.   | Alžbeta Bačíková   | 520 | 440 | 192 | 1152 |
| 6.   | Yareli Acevedo     | 280 | 360 | 440 | 1080 |
| 7.   | Laura Rodríguez    | 208 | 520 | 256 | 984  |
| 8.   | Maho Kakita        | 440 | 480 | –   | 920  |
| 9.   | Neah Evans         | 720 | –   | 160 | 880  |
| 10.  | Patrycja Lorkowska | –   | 328 | 520 | 848  |